# Lomilla
Lomilla es una localidad de la provincia de Palencia (Castilla y León, España) que pertenece al municipio de Aguilar de Campoo.

## Geografía
Está a una distancia de 6 km de Aguilar de Campoo, la capital municipal, en la comarca de Montaña Palentina.

## Historia
En su término esta constatada la presencia de un castro prerromano atribuido a los Cántabros
Durante la Edad Media, estas tierras pertenecieron a los Monasterios de Santa María la Real de Aguilar de Campoo y Las Huelgas de Burgos, como así lo demuestran distintas donaciones, ventas y permutas de tierras. En un documento de 1231, Fernando I habla de esta heredad como perteneciente al abadengo de Aguilar. En el libro Becerro de 1351-52, Lomilla figura como lugar de solariego que pertenece mitad al abad de Aguilar y la otra mitad a la abadesa de las Huelgas de Burgos.
A la caída del Antiguo Régimen la localidad se constituye en municipio constitucional que en el censo de 1842 contaba con 13 hogares y 68 vecinos. A mediados del siglo XIX se anexiona los municipios de Valoria de Aguilar y Olleros de Pisuerga. Pasadas tres escasas décadas, el nuevo municipio cambia su nombre por el de Valoria de Aguilar. En los años 1970 los tres núcleos se integran en Aguilar de Campoo.

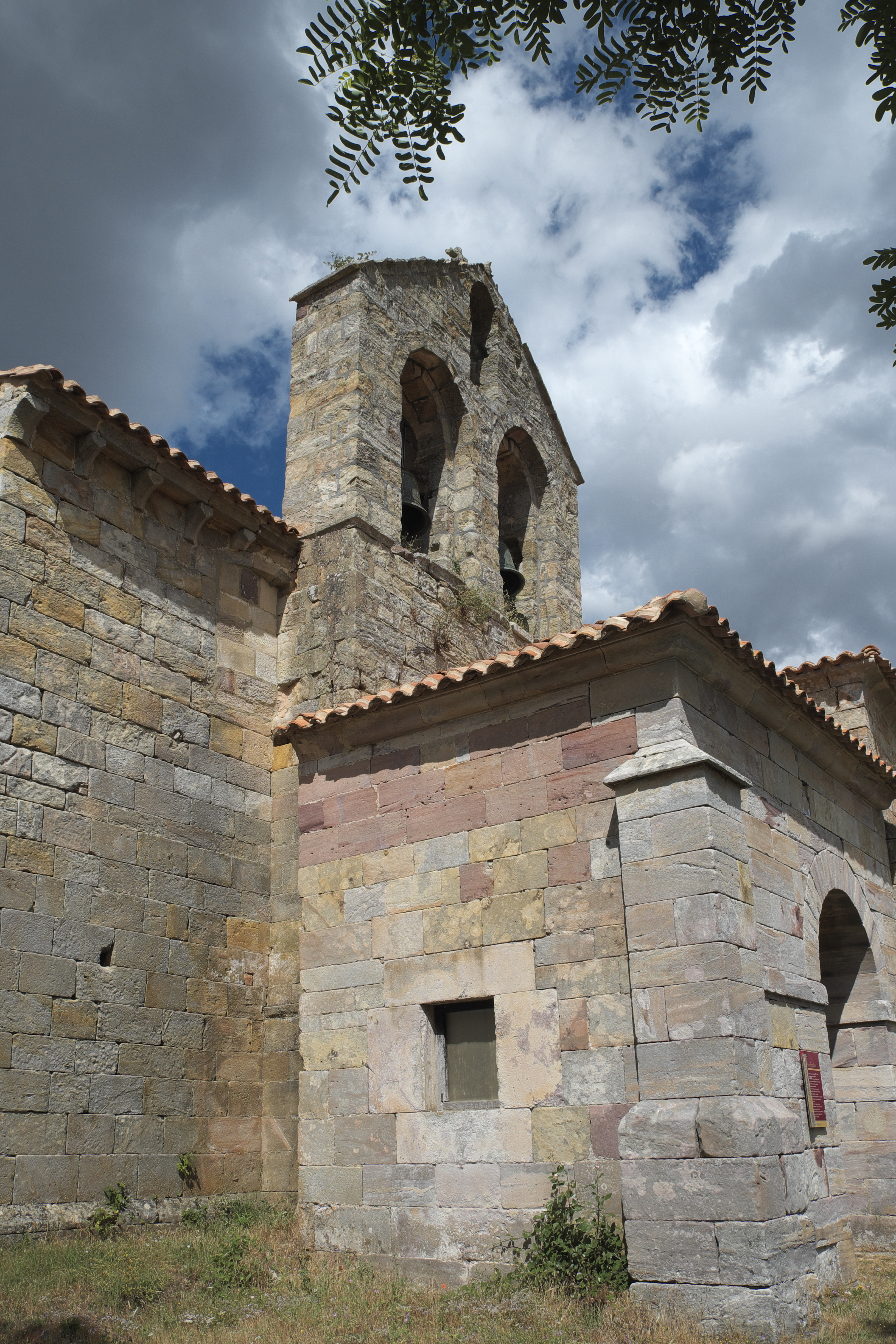
Iglesia. Detalle.

## Geografía humana

### Demografía
| Gráfica de evolución demográfica de Lomilla entre 1842 y 1877 |
| |
| Población de derecho según los censos de población del INE Población de hecho según los censos de población del INEEntre el censo de 1857 y el anterior, crece el término del municipio porque incorpora a 34193 (Valoria de Aguilar) y 345066 (Olleros de Pisuerga) Entre el censo de 1887 y el anterior, este municipio desaparece porque cambia de nombre y aparece como el municipio 34193 (Valoria de Aguilar) |

Evolución de la población en el siglo XXI
| Gráfica de evolución demográfica de Lomilla entre 2000 y 2020      |
|                                                                    |
| Población de derecho (2000-2020) según el padrón municipal del INE |

## Patrimonio

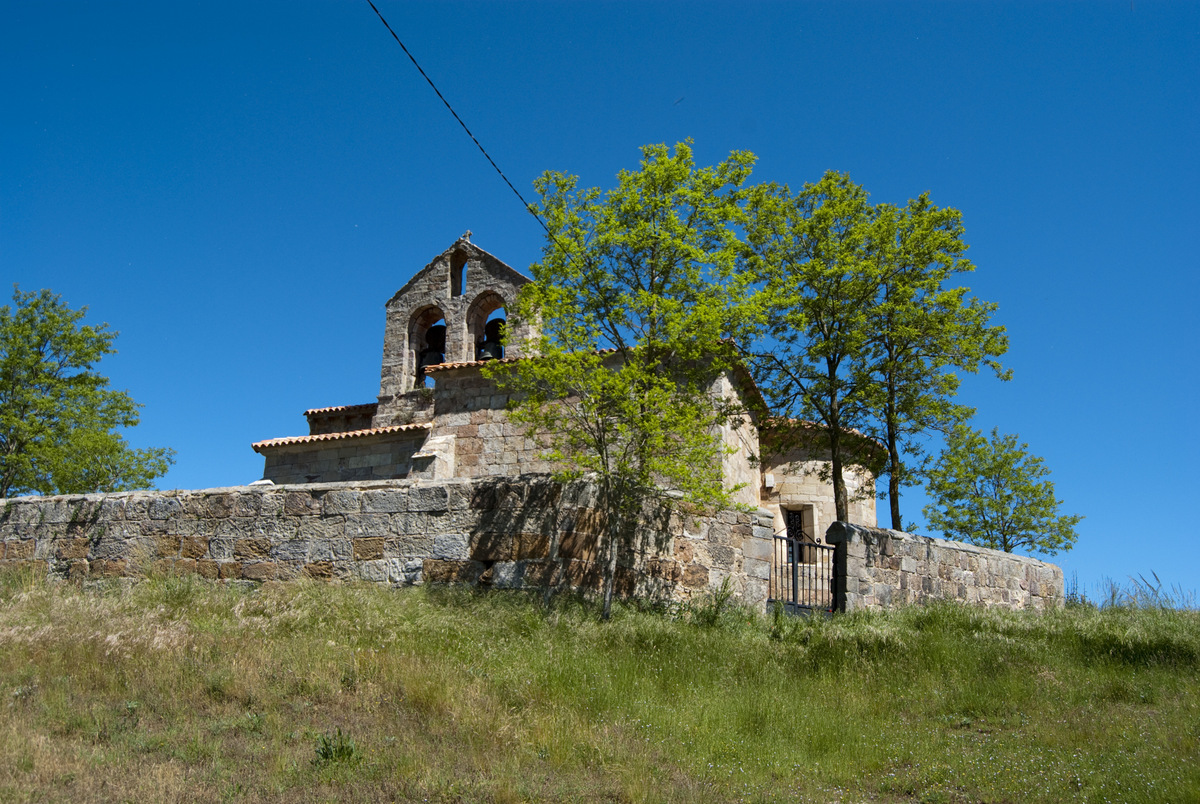
Iglesia de San Esteban.

Iglesia de San Esteban: La iglesia de San Esteban forma parte del conjunto conocido como "Románico Norte". Se trata de una iglesia rural de pequeñas dimensiones, con características compartidas con otros templos tardorrománicos del nordeste de la provincia de Palencia, noroeste de la de Burgos y Sur de Cantabria. El historiador Miguel Ángel García Guinea la clasifica dentro del grupo de las iglesias de concejo de una sola nave, que pueden nacer de monasterios particulares o como dependencias de los mayores que pasan luego a establecerse como parroquias de concejos libres, que no exigen sino capillas de limitadas proporciones. 
Es del siglo XII, de una sola nave rematada en ábside semicircular con dos contrafuertes y un vano de arco de medio punto sin decorar. Tiene otras ventanas añadidas tardíamente. En el alero hay canecillos geométricos decorados con formas vegetales y animales. Uno de ellos representa un dolio. La portada, bajo un porche, es de arco de medio punto y arquivoltas sin decoración. En el interior puede verse un impresionante Calvario del siglo XIV con figuras de tamaño real. En la segunda mitad del siglo XX se descubrió una pequeña necrópolis alrededor de la cabecera de la iglesia.
En el pórtico de acceso al templo se conserva un rústico y curioso empedrado, accediéndose desde este mismo espacio a la torre de la iglesia.
Esta iglesia fue sometida en 2008 a una restauración integral dentro del Plan de Intervención del Románico Norte de la Junta de Castilla y León.

### Fiestas
Día del Corpus Christi

### Agro
Lomilla posee una agricultura basada tanto en el cultivo de secano como en el regadío basado en la "Presa de Lomilla" (1997; 1 hm³; río Reitobas; 12 ha; usos riego, electricidad y pesca) gestionada por una comunidad de regantes local.
Tiene además zonas de pastizal al norte de la iglesia y amplios sectores de monte.
Tiene ganado vacuno y una explotación cunícola (SAT Lomilla).